# Enya van Egmond
Enya Abigaël Hazel van Egmond (Amstelveen, 3 juli 1997) is een Nederlands paralympisch snowboarder. Sinds haar geboorte mist zij haar hand en voet.

## Biografie
Ze begon op haar veertiende met snowboarden. Na 3 jaar kwam zij in contact met Bibian Mentel die haar talent ontdekte. Ze wordt gecoacht door en traint bij Metten Maas en Frank Germann.
In 2014 maakte zij haar internationale debuut tijdens de IPCAS Races in Snowworld Landgraaf. Van Egmond werd daar vijfde.